# Blanca Luz Brum
Blanca Luz Brun Elizalde (nascida em 31 de maio de 1905, na cidade de Pan de Azúcar e falecida em 7 de agosto de 1985, na cidade de Santiago), conhecida como Blanca Luz Brum, foi uma escritora, jornalista e poeta uruguaia.  
Brum teve sua vida marcada por contribuições diversas que ultrapassaram áreas específicas do conhecimento, escreveu poemas, artigos jornalísticos, pintou e atuou em questões políticas . Fez parte de movimentos latino-americanos distintos como o de comunistas muralistas mexicanos, liderado por José Carlos Mariátegui no Peru, que conheceu a partir de sua relação amorosa com David Alfaro Siqueiros. Organizou e participou da Frente Popular de esquerda que governou Chile desde 1937 a 1941. Teve um papel de destaque no movimento peronista na Argentina, sendo apontada como uma das difusoras da mobilização operária do 17 de outubro de 1945 devido ao seu papel na imprensa.

## Biografia

### Começo
Se casou aos 16 anos com Juan Parra del Riego , um poeta peruano que vivia no Uruguai, que segundo teorias, a raptou de um convento para se casar com ela. No dia 16 de novembro de 1925 seu primeiro filho Eduardo Juan Luz nasceu. Alguns dias depois, o dia 22 do mesmo mês do nascimento do filho do casal, Parra del Riego, seu marido, faleceu de tuberculose.
Após a morte de seu marido, Blanca se tornou viúva aos 21 anos, e resolveu ir para Lima para que o filho conhecesse a terra e a família do pai. No Peru, conheceu José Carlos Mariátegui, que a conectou com a revista Amauta, onde Brum escreveu artigos. Editou uma pequena revista: Guerrilla – Atalaya de la revolución, que publicava poesia rupturista, que possui visão mais vanguardista, e de conteúdo social.

### México e Buenos Aires
Em maio de 1929, chegou em Montevideo o muralista David Alfaro Siqueiros, pois era delegado mexicano no Congresso de Sindicalistas. O encontro de Siqueiros e Blanca foiintenso, e Brum decidiu ir com o filho Eduardo ao México, onde se casou com Siqueiros. O casou viveu experiências difíceis: eles juntos ao filho de Blanca ficaram dois meses presos. Foram libertos, mas Siqueiros foi encarcerado por mais outros seis meses.
No México, participou de manifestações culturais e políticas junto a Diego Rivera, Frida Kahlo, Tina Modotti, Sergéi Eisenstein (que filmava Que viva México!).
No ano de 1933, o casal retornou para Montevideo, onde foram recebidos por inúmeros intelectuais, porém posteriormente seguiram em direção a Buenos Aires. Na cidade argentina foram recebidos pela intelectualidade da região portuária, onde participaram de eventos literários e chamaram atenção do magnata jornalístico Natalio Botana e de sua esposa, a também escritora anarquista Salvadora Medina Onrubia.

### Argentina
A partir de 1943 demonstrou-se interessada em movimentos sindicais que deram origem ao peronismo na Argentina. Seu papel se tornou central por ser a encarregada de imprensa da Secretaria de Trabalho e Previsão a cargo de Juan Domingo Perón. Desempenhou um papel de destaque como organizadora e impulsionadora da mobilização operária do 17 de outubro de 1945, conhecido como Dia da Fidelidade, que libertou a Perón de sua detenção disposta por um golpe de Estado militar e abriu o caminho a seu triunfo eleitoral ao ano seguinte.

## Obras
- Las llaves ardientes - 1925[9]
- Levante - 1928[10]
- Un documento humano : (Penitenciaría - Niño Perdido), - 1931[11]
- <a href="https://es.wikipedia.org/wiki/Atm%C3%B3sfera_arriba._Veinte_poemas" rel="mw:ExtLink" title="Atmósfera arriba. Veinte poemas" class="cx-link" data-linkid="201">Atmósfera arriba</a> - 1933[12]
- Blanca Luz contra la corriente - 1935[13]
- Cantos de América del Sur - 1939[14]
- Del cancionero de Frutos Rivera - 1943[15]
- 21 Poetas 21 Pueblos - 1945[16]
- El último Robinson - 1953[17]
- En brazos de su pueblo regresa Perón - 1972[18]